# Bundestagswahlkreis Düsseldorf I
Der Bundestagswahlkreis Düsseldorf I (Wahlkreis 105; bis zur Bundestagswahl 2021 Wahlkreis 106) liegt in Nordrhein-Westfalen und umfasst den nördlichen Teil der Landeshauptstadt Düsseldorf mit den Stadtbezirken 1, 2, 4, 5, 6 und 7.

## Wahlkreisgeschichte
| Wahl      | Wahlkreisname    | Gebiet |
| --------- | ---------------- | --- |
| 1949      | 19 Düsseldorf I  | Kaiserswerth, Lohausen, Stockum, Lichtenbroich, Unterrath, Derendorf, Golzheim, Pempelfort, Heerdt, Oberkassel, Niederkassel, Lörick, Altstadt, Karlstadt, Stadtmitte, Friedrichstadt, Bilk, Unterbilk, Hafen, Hamm, Volmerswerth und Flehe                                                   |
| 1953–1961 | 78 Düsseldorf I  | Kaiserswerth, Lohausen, Stockum, Lichtenbroich, Unterrath, Derendorf, Golzheim, Pempelfort, Heerdt, Oberkassel, Niederkassel, Lörick, Altstadt, Karlstadt, Stadtmitte, Friedrichstadt, Bilk, Unterbilk, Hafen, Hamm, Volmerswerth und Flehe                                                   |
| 1965–1976 | 74 Düsseldorf I  | Kaiserswerth, Lohausen, Stockum, Lichtenbroich, Unterrath, Derendorf, Golzheim, Pempelfort, Heerdt, Oberkassel, Niederkassel, Lörick und Düsseltal |
| 1980–1998 | 74 Düsseldorf I  | Kaiserswerth, Lohausen, Stockum, Lichtenbroich, Unterrath, Rath, Mörsenbroich, Derendorf, Golzheim, Pempelfort, Altstadt, Carlstadt, Stadtmitte, Heerdt, Oberkassel, Niederkassel, Lörick, Flingern, Düsseltal, Gerresheim, Grafenberg, Wittlaer, Angermund, Kalkum, Ludenberg und Hubbelrath |
| 2002–2009 | 107 Düsseldorf I | Kaiserswerth, Lohausen, Stockum, Lichtenbroich, Unterrath, Rath, Mörsenbroich, Derendorf, Golzheim, Pempelfort, Altstadt, Carlstadt, Stadtmitte, Heerdt, Oberkassel, Niederkassel, Lörick, Flingern, Düsseltal, Gerresheim, Grafenberg, Wittlaer, Angermund, Kalkum, Ludenberg und Hubbelrath |
| 2013–2021 | 106 Düsseldorf I | Kaiserswerth, Lohausen, Stockum, Lichtenbroich, Unterrath, Rath, Mörsenbroich, Derendorf, Golzheim, Pempelfort, Altstadt, Carlstadt, Stadtmitte, Heerdt, Oberkassel, Niederkassel, Lörick, Flingern, Düsseltal, Gerresheim, Grafenberg, Wittlaer, Angermund, Kalkum, Ludenberg und Hubbelrath |
| 2025–     | 105 Düsseldorf I | Kaiserswerth, Lohausen, Stockum, Lichtenbroich, Unterrath, Rath, Mörsenbroich, Derendorf, Golzheim, Pempelfort, Altstadt, Carlstadt, Stadtmitte, Heerdt, Oberkassel, Niederkassel, Lörick, Flingern, Düsseltal, Gerresheim, Grafenberg, Wittlaer, Angermund, Kalkum, Ludenberg und Hubbelrath |

## Wahlkreisabgeordnete
| Wahl | Abgeordneter | Abgeordneter       | Partei | Stimmen in % |
| ---- | ------------ | ------------------ | ------ | ------------ |
| 1949 |              | Robert Lehr        | CDU    | 42,5         |
| 1953 |              | Josef Gockeln      | CDU    | 58,0         |
| 1957 | 59,7         | Josef Gockeln      | CDU    |              |
| 1961 |              | Gottfried Arnold   | CDU    | 48,9         |
| 1965 | 50,5         | Gottfried Arnold   | CDU    |              |
| 1969 | 45,4         | Gottfried Arnold   | CDU    |              |
| 1972 | 43,9         | Gottfried Arnold   | CDU    |              |
| 1976 | 48,7         | Gottfried Arnold   | CDU    |              |
| 1980 | 43,8         | Gottfried Arnold   | CDU    |              |
| 1983 |              | Wolfgang Schulhoff | CDU    | 49,7         |
| 1987 | 45,4         | Wolfgang Schulhoff | CDU    |              |
| 1990 | 42,6         | Wolfgang Schulhoff | CDU    |              |
| 1994 | 43,9         | Wolfgang Schulhoff | CDU    |              |
| 1998 |              | Michael Müller     | SPD    | 44,7         |
| 2002 | 44,1         | Michael Müller     | SPD    |              |
| 2005 |              | Hildegard Müller   | CDU    | 44,6         |
| 2009 |              | Thomas Jarzombek   | CDU    | 43,5         |
| 2013 | 47,9         | Thomas Jarzombek   | CDU    |              |
| 2017 | 40,4         | Thomas Jarzombek   | CDU    |              |
| 2021 | 31,1         | Thomas Jarzombek   | CDU    |              |
| 2025 | 36,1         | Thomas Jarzombek   | CDU    |              |

## Wahlergebnisse

### Bundestagswahl 2025
| Kandidaten                                             | Kandidaten                    | Parteien/Listen       | Erststimmen | Erststimmen | Zweitstimmen | Zweitstimmen |
| Kandidaten                                             | Kandidaten                    | Parteien/Listen       | Stimmen     | %           | Stimmen      | %            |
| ------------------------------------------------------ | ----------------------------- | --------------------- | ----------- | ----------- | ------------ | ------------ |
|                                                        | Zanda Martens                 | SPD                   | 39.356      | 21,2        | 32.067       | 17,2         |
|                                                        | Thomas Jarzombekgewählt im WK | CDU                   | 67.108      | 36,1        | 56.461       | 30,3         |
|                                                        | Anas Al-Qura'an               | Bündnis 90/Die Grünen | 32.269      | 17,4        | 34.053       | 18,3         |
|                                                        | Moritz Kracht                 | FDP                   | 9.883       | 5,3         | 14.546       | 7,8          |
|                                                        | Marco Vogt                    | AfD                   | 18.227      | 9,8         | 18.536       | 9,9          |
|                                                        | Julia Marmulla                | Die Linke             | 13.321      | 7,2         | 17.731       | 9,5          |
|                                                        | Burkhard Harting              | Freie Wähler          | 1.026       | 0,6         | 469          | 0,3          |
|                                                        | –                             | Tierschutzpartei      | –           | –           | 1.561        | 0,8          |
|                                                        | –                             | dieBasis              | –           | –           | 270          | 0,1          |
|                                                        | –                             | Die PARTEI            | –           | –           | 817          | 0,4          |
|                                                        | –                             | Todenhöfer            | –           | –           | 274          | 0,1          |
|                                                        | David Kessing                 | Volt                  | 3.344       | 1,8         | 1.839        | 1,0          |
|                                                        | Paul Straif                   | MLPD                  | 292         | 0,2         | 92           | 0,0          |
|                                                        | –                             | PdF                   | –           | –           | 324          | 0,2          |
|                                                        | Alexander Giannakis           | Bündnis Deutschland   | 839         | 0,5         | 249          | 0,1          |
|                                                        | –                             | BSW                   | –           | –           | 6.791        | 3,6          |
|                                                        | –                             | MERA25                | –           | –           | 108          | 0,1          |
|                                                        | –                             | WerteUnion            | –           | –           | 106          | 0,1          |
| Gesamt                                                 | Gesamt                        | Gesamt                | 185.665     | 100         | 186.294      | 100          |
|                                                        |                               |                       |             |             |              |              |
| Ungültige Stimmen                                      | Ungültige Stimmen             | Ungültige Stimmen     | 1.392       | 0,7         | 763          | 0,4          |
| Wähler                                                 | Wähler                        | Wähler                | 187.057     | 83,3        | 187.057      | 83,3         |
| Wahlberechtigte                                        | Wahlberechtigte               | Wahlberechtigte       | 224.445     |             | 224.445      |              |
|                                                        |                               |                       |             |             |              |              |
| Quellen: Die Bundeswahlleiterin, Kandidaten – Ergebnis |                               |                       |             |             |              |              |

### Bundestagswahl 2021
| Kandidaten                                            | Kandidaten                    | Parteien/Listen      | Erststimmen | Erststimmen | Zweitstimmen | Zweitstimmen |
| Kandidaten                                            | Kandidaten                    | Parteien/Listen      | Stimmen     | %           | Stimmen      | %            |
| ----------------------------------------------------- | ----------------------------- | -------------------- | ----------- | ----------- | ------------ | ------------ |
|                                                       | Thomas Jarzombekgewählt im WK | CDU                  | 54.158      | 31,1        | 44.892       | 25,8         |
|                                                       | Zanda Martens                 | SPD                  | 38.955      | 22,4        | 38.195       | 21,9         |
|                                                       | Marie-Agnes Strack-Zimmermann | FDP                  | 24.242      | 13,9        | 27.743       | 15,9         |
|                                                       | Andrea Kraljić                | AfD                  | 7.002       | 4,0         | 7.495        | 4,3          |
|                                                       | Frederik Hartmann             | GRÜNE                | 36.926      | 21,2        | 39.452       | 22,6         |
|                                                       | Helmut Born                   | DIE LINKE            | 5.094       | 2,9         | 6.741        | 3,9          |
|                                                       | Jan Knichala                  | Die PARTEI           | 2.531       | 1,5         | 1.561        | 0,9          |
|                                                       | –                             | Tierschutzpartei     | –           | –           | 1.635        | 0,9          |
|                                                       | –                             | PIRATEN              | –           | –           | 516          | 0,3          |
|                                                       | Burkhard Harting              | FREIE WÄHLER         | 1.089       | 0,6         | 851          | 0,5          |
|                                                       | –                             | NPD                  | –           | –           | 84           | 0,0          |
|                                                       | –                             | ÖDP                  | –           | –           | 110          | 0,1          |
|                                                       | –                             | V-Partei³            | –           | –           | 145          | 0,1          |
|                                                       | –                             | Gesundheitsforschung | –           | –           | 143          | 0,1          |
|                                                       | Paul Straif                   | MLPD                 | 104         | 0,1         | 49           | 0,0          |
|                                                       | –                             | Die Humanisten       | –           | –           | 165          | 0,1          |
|                                                       | –                             | DKP                  | –           | –           | 45           | 0,0          |
|                                                       | –                             | SGP                  | –           | –           | 12           | 0,0          |
|                                                       | Susanne Bachmann              | dieBasis             | 1.802       | 1,0         | 1.535        | 0,9          |
|                                                       | –                             | Bündnis C            | –           | –           | 42           | 0,0          |
|                                                       | –                             | du.                  | –           | –           | 89           | 0,1          |
|                                                       | –                             | LIEBE                | –           | –           | 139          | 0,1          |
|                                                       | Nadin Lindermann              | LKR                  | 76          | 0,0         | 42           | 0,0          |
|                                                       | –                             | PdF                  | –           | –           | 52           | 0,0          |
|                                                       | –                             | LfK                  | –           | –           | 147          | 0,1          |
|                                                       | –                             | Team Todenhöfer      | –           | –           | 1.315        | 0,8          |
|                                                       | Jennifer Scharpenberg         | Volt                 | 1.546       | 0,9         | 1.108        | 0,6          |
|                                                       | Lara Baumanns                 | Einzelbewerber a     | 423         | 0,2         | –            | –            |
| Gesamt                                                | Gesamt                        | Gesamt               | 173.948     | 100         | 174.303      | 100          |
|                                                       |                               |                      |             |             |              |              |
| Ungültige Stimmen                                     | Ungültige Stimmen             | Ungültige Stimmen    | 1.162       | 0,7         | 807          | 0,5          |
| Wähler                                                | Wähler                        | Wähler               | 175.110     | 79,3        | 175.110      | 79,3         |
| Wahlberechtigte                                       | Wahlberechtigte               | Wahlberechtigte      | 220.827     |             | 220.827      |              |
|                                                       |                               |                      |             |             |              |              |
| Quellen: Die Bundeswahlleiterin, Kandidaten – Stimmen |                               |                      |             |             |              |              |

### Bundestagswahl 2017
| Gegenstand der Nachweisung    | Gegenstand der Nachweisung | Erststimmen | Erststimmen | Zweitstimmen | Zweitstimmen |
| Bewerber                      | Partei                     | Anzahl      | %           | Anzahl       | %            |
| ----------------------------- | -------------------------- | ----------- | ----------- | ------------ | ------------ |
| Wahlberechtigte               | Wahlberechtigte            | 220.764     | 100,0       | 220.764      | 100,0        |
| Wähler                        | Wähler                     | 172.947     | 78,3        | 172.947      | 78,3         |
| Ungültige Stimmen             | Ungültige Stimmen          | 1.560       | 0,9         | 1.037        | 0,6          |
| Gültige Stimmen               | Gültige Stimmen            | 171.387     | 100,0       | 171.910      | 100,0        |
| davon                         |                            |             |             |              |              |
| Thomas Jarzombek              | CDU                        | 69.273      | 40,4        | 55.052       | 32,0         |
| Philipp Tacer                 | SPD                        | 41.903      | 24,4        | 33.493       | 19,5         |
| Paula Elsholz                 | GRÜNE                      | 14.408      | 8,4         | 17.148       | 10,0         |
| Udo Bonn                      | DIE LINKE                  | 12.611      | 7,4         | 14.675       | 8,5          |
| Marie-Agnes Strack-Zimmermann | FDP                        | 21.944      | 12,8        | 33.940       | 19,7         |
| Guido Dietel                  | AfD                        | 10.912      | 6,4         | 12.029       | 7,0          |
| Herbert Nussbaum              | MLPD                       | 336         | 0,2         | 121          | 0,1          |
|                               | Sonstige                   | –           | –           | 5.452        | 3,2          |

### Bundestagswahl 2013
| Gegenstand der Nachweisung | Gegenstand der Nachweisung | Erststimmen | Erststimmen | Zweitstimmen | Zweitstimmen |
| Bewerber                   | Partei                     | Anzahl      | %           | Anzahl       | %            |
| -------------------------- | -------------------------- | ----------- | ----------- | ------------ | ------------ |
| Wahlberechtigte            | Wahlberechtigte            | 218.889     | 100,0       | 218.889      | 100,0        |
| Wähler                     | Wähler                     | 165.028     | 75,4        | 165.028      | 75,4         |
| Ungültige Stimmen          | Ungültige Stimmen          | 1.635       | 1,0         | 1.353        | 0,8          |
| Gültige Stimmen            | Gültige Stimmen            | 163.393     | 100,0       | 163.675      | 100,0        |
| davon                      |                            |             |             |              |              |
| Thomas Jarzombek           | CDU                        | 78.206      | 47,9        | 65.978       | 40,3         |
| Philipp Tacer              | SPD                        | 47.731      | 29,2        | 43.269       | 26,4         |
| Gisela Piltz               | FDP                        | 5.825       | 3,6         | 14.985       | 9,2          |
| Mona Neubaur               | GRÜNE                      | 13.427      | 8,2         | 15.445       | 9,4          |
| Helmut Born                | DIE LINKE                  | 8.657       | 5,3         | 10.505       | 6,4          |
| Frank Grenda               | PIRATEN                    | 3.063       | 1,9         | 3.458        | 2,1          |
| Angelina Schulze           | NPD                        | 824         | 0,5         | 770          | 0,5          |
| André Maniera              | REP                        | 466         | 0,3         | 379          | 0,2          |
|                            | Bündnis 21/RRP             | –           | –           | 63           | 0,0          |
|                            | Volksabstimmung            | –           | –           | 202          | 0,1          |
|                            | ÖDP                        | –           | –           | 182          | 0,1          |
| Kai Müller-Horn            | MLPD                       | 173         | 0,1         | 81           | 0,0          |
|                            | BüSo                       | –           | –           | 33           | 0,0          |
|                            | PSG                        | –           | –           | 28           | 0,0          |
| Kerstin Garbracht          | AfD                        | 5.021       | 3,1         | 6.891        | 4,2          |
|                            | BIG                        | –           | –           | 126          | 0,1          |
|                            | pro Deutschland            | –           | –           | 201          | 0,1          |
|                            | DIE RECHTE                 | –           | –           | 21           | 0,0          |
|                            | FREIE WÄHLER               | –           | –           | 241          | 0,1          |
|                            | Nichtwähler                | –           | –           | 187          | 0,1          |
|                            | PDV                        | –           | –           | 89           | 0,1          |
|                            | Die PARTEI                 | –           | –           | 541          | 0,3          |

### Bundestagswahl 2009
| Gegenstand der Nachweisung | Gegenstand der Nachweisung | Erststimmen | Erststimmen | Zweitstimmen | Zweitstimmen |
| Bewerber                   | Partei                     | Anzahl      | %           | Anzahl       | %            |
| -------------------------- | -------------------------- | ----------- | ----------- | ------------ | ------------ |
| Wahlberechtigte            | Wahlberechtigte            | 218.215     | 100,0       | 218.215      | 100,0        |
| Wähler                     | Wähler                     | 159.600     | 73,1        | 159.600      | 73,1         |
| Ungültige Stimmen          | Ungültige Stimmen          | 1.586       | 1,0         | 1.214        | 0,8          |
| Gültige Stimmen            | Gültige Stimmen            | 158.014     | 100,0       | 158.386      | 100,0        |
| davon                      |                            |             |             |              |              |
| Michael Müller             | SPD                        | 45.125      | 28,6        | 35.625       | 22,5         |
| Thomas Jarzombek           | CDU                        | 68.749      | 43,5        | 52.747       | 33,3         |
| Gisela Piltz               | FDP                        | 16.472      | 10,4        | 31.626       | 20,0         |
| Mona Neubaur               | GRÜNE                      | 15.894      | 10,1        | 19.967       | 12,6         |
| Helmut Born                | DIE LINKE                  | 10.266      | 6,5         | 11.962       | 7,6          |
| Manfred Helmut Breidbach   | NPD                        | 1.304       | 0,8         | 804          | 0,5          |
|                            | Die Tierschutzpartei       | –           | –           | 876          | 0,6          |
|                            | FAMILIE                    | –           | –           | 405          | 0,3          |
|                            | REP                        | –           | –           | 734          | 0,5          |
|                            | Volksabstimmung            | –           | –           | 114          | 0,1          |
| Kai Müller-Horn            | MLPD                       | 204         | 0,1         | 71           | 0,0          |
|                            | PSG                        | –           | –           | 28           | 0,0          |
|                            | ZENTRUM                    | –           | –           | 90           | 0,1          |
|                            | BüSo                       | –           | –           | 38           | 0,0          |
|                            | DVU                        | –           | –           | 47           | 0,0          |
|                            | ödp                        | –           | –           | 104          | 0,1          |
|                            | PIRATEN                    | –           | –           | 2.554        | 1,6          |
|                            | RRP                        | –           | –           | 155          | 0,1          |
|                            | RENTNER                    | –           | –           | 439          | 0,3          |

### Bundestagswahl 2005
| Gegenstand der Nachweisung | Gegenstand der Nachweisung | Erststimmen | Erststimmen | Zweitstimmen | Zweitstimmen |
| Bewerber                   | Partei                     | Anzahl      | %           | Anzahl       | %            |
| -------------------------- | -------------------------- | ----------- | ----------- | ------------ | ------------ |
| Wahlberechtigte            | Wahlberechtigte            | 215.651     | 100,0       | 215.651      | 100,0        |
| Wähler                     | Wähler                     | 170.004     | 78,8        | 170.004      | 78,8         |
| Ungültige Stimmen          | Ungültige Stimmen          | 1.771       | 1,0         | 1.519        | 0,9          |
| Gültige Stimmen            | Gültige Stimmen            | 168.233     | 100,0       | 168.485      | 100,0        |
| davon                      |                            |             |             |              |              |
| Michael Müller             | SPD                        | 68.314      | 40,6        | 56.672       | 33,6         |
| Hildegard Müller           | CDU                        | 74.976      | 44,6        | 59.644       | 35,4         |
| Gisela Piltz               | FDP                        | 8.763       | 5,2         | 23.983       | 14,2         |
| Clara Deilmann             | GRÜNE                      | 8.624       | 5,1         | 16.217       | 9,6          |
| Helmut Born                | Die Linke.                 | 6.239       | 3,7         | 8.180        | 4,9          |
|                            | REP                        | –           | –           | 480          | 0,3          |
|                            | Die Tierschutzpartei       | –           | –           | 642          | 0,4          |
| Paul Heinz Mock            | NPD                        | 1.129       | 0,7         | 818          | 0,5          |
|                            | FAMILIE                    | –           | –           | 358          | 0,2          |
|                            | GRAUE                      | –           | –           | 997          | 0,6          |
|                            | PBC                        | –           | –           | 117          | 0,1          |
|                            | ZENTRUM                    | –           | –           | 53           | 0,0          |
|                            | BüSo                       | –           | –           | 58           | 0,0          |
|                            | Deutschland                | –           | –           | 110          | 0,1          |
| Kai Müller-Horn            | MLPD                       | 188         | 0,1         | 107          | 0,1          |
|                            | PSG                        | –           | –           | 49           | 0,0          |

### Bundestagswahl 2002
| Gegenstand der Nachweisung | Gegenstand der Nachweisung | Erststimmen | Erststimmen | Zweitstimmen | Zweitstimmen |
| Bewerber                   | Partei                     | Anzahl      | %           | Anzahl       | %            |
| -------------------------- | -------------------------- | ----------- | ----------- | ------------ | ------------ |
| Wahlberechtigte            | Wahlberechtigte            | 215.782     | 100,0       | 215.782      | 100,0        |
| Wähler                     | Wähler                     | 174.292     | 80,8        | 174.292      | 80,8         |
| Ungültige Stimmen          | Ungültige Stimmen          | 1.333       | 0,8         | 1.208        | 0,7          |
| Gültige Stimmen            | Gültige Stimmen            | 172.959     | 100,0       | 173.084      | 100,0        |
| davon                      |                            |             |             |              |              |
| Michael Müller             | SPD                        | 76.207      | 44,1        | 63.472       | 36,7         |
| Hildegard Müller           | CDU                        | 69.750      | 40,3        | 61.585       | 35,6         |
| Gisela Piltz               | FDP                        | 12.519      | 7,2         | 20.385       | 11,8         |
| Angela Hebeler             | GRÜNE                      | 10.216      | 5,9         | 21.340       | 12,3         |
| Erich Waaser               | PDS                        | 1.968       | 1,1         | 2.535        | 1,5          |
|                            | REP                        | –           | –           | 526          | 0,3          |
| Ernst-Otto Wolfshohl       | GRAUE                      | 834         | 0,5         | 558          | 0,3          |
|                            | Die Tierschutzpartei       | –           | –           | 598          | 0,3          |
|                            | FAMILIE                    | –           | –           | 238          | 0,1          |
|                            | NPD                        | –           | –           | 239          | 0,1          |
|                            | PBC                        | –           | –           | 140          | 0,1          |
|                            | ödp                        | –           | –           | 37           | 0,0          |
|                            | CM                         | –           | –           | 34           | 0,0          |
|                            | DIE FRAUEN                 | –           | –           | 147          | 0,1          |
| Karl-Michael Vitt          | BüSo                       | 137         | 0,1         | 67           | 0,0          |
|                            | Die Violetten              | –           | –           | 51           | 0,0          |
|                            | ZENTRUM                    | –           | –           | 58           | 0,0          |
| Karsten Winkler            | HP                         | 111         | 0,1         | 48           | 0,0          |
| Andre Mischke              | Schill                     | 1.217       | 0,7         | 1.026        | 0,6          |

### Bundestagswahl 1998
| Gegenstand der Nachweisung | Gegenstand der Nachweisung | Erststimmen | Erststimmen | Zweitstimmen | Zweitstimmen |
| Bewerber                   | Partei                     | Anzahl      | %           | Anzahl       | %            |
| -------------------------- | -------------------------- | ----------- | ----------- | ------------ | ------------ |
| Wahlberechtigte            | Wahlberechtigte            | 217.709     | 100,0       | 217.709      | 100,0        |
| Wähler                     | Wähler                     | 179.073     | 82,3        | 179.073      | 82,3         |
| Ungültige Stimmen          | Ungültige Stimmen          | 1.740       | 1,0         | 1.480        | 0,8          |
| Gültige Stimmen            | Gültige Stimmen            | 177.333     | 100,0       | 177.593      | 100,0        |
| davon                      |                            |             |             |              |              |
| Michael Müller             | SPD                        | 79.224      | 44,7        | 72.031       | 40,6         |
| Wolfgang Schulhoff         | CDU                        | 75.245      | 42,4        | 61.282       | 34,5         |
| Robert Orth                | F.D.P.                     | 6.092       | 3,4         | 19.263       | 10,8         |
| Claus Kreusch              | GRÜNE                      | 9.908       | 5,6         | 15.405       | 8,7          |
| Thomas Heuvelmann          | PDS                        | 1.970       | 1,1         | 2.815        | 1,6          |
|                            | Deutschland                | –           | –           | 85           | 0,0          |
|                            | APPD                       | –           | –           | 160          | 0,1          |
| Hildegard Reynen-Kaiser    | BüSo                       | 184         | 0,1         | 75           | 0,0          |
|                            | BFB – Die Offensive        | –           | –           | 169          | 0,1          |
|                            | Chance 2000                | –           | –           | 149          | 0,1          |
|                            | CM                         | –           | –           | 60           | 0,0          |
|                            | DVU                        | –           | –           | 1.468        | 0,8          |
| Heike Thulmann             | GRAUE                      | 1.465       | 0,8         | 889          | 0,5          |
| André Maniera              | REP                        | 2.259       | 1,3         | 1.495        | 0,8          |
|                            | FAMILIE                    | –           | –           | 267          | 0,2          |
|                            | DIE FRAUEN                 | –           | –           | 105          | 0,1          |
|                            | Pro DM                     | –           | –           | 794          | 0,4          |
| Frank Berger               | MLPD                       | 95          | 0,1         | 36           | 0,0          |
|                            | Tierschutz                 | –           | –           | 454          | 0,3          |
|                            | NPD                        | –           | –           | 143          | 0,1          |
| Emanuel Schiffgens         | NATURGESETZ                | 467         | 0,3         | 161          | 0,1          |
|                            | ödp                        | –           | –           | 73           | 0,0          |
|                            | PBC                        | –           | –           | 72           | 0,0          |
|                            | Nichtwähler                | –           | –           | 125          | 0,1          |
|                            | PSG                        | –           | –           | 17           | 0,0          |
| Olaf Karp                  | Einzelbewerber             | 424         | 0,2         | –            | –            |

### Bundestagswahl 1994
| Gegenstand der Nachweisung | Gegenstand der Nachweisung | Erststimmen | Erststimmen | Zweitstimmen | Zweitstimmen |
| Bewerber                   | Partei                     | Anzahl      | %           | Anzahl       | %            |
| -------------------------- | -------------------------- | ----------- | ----------- | ------------ | ------------ |
| Wahlberechtigte            | Wahlberechtigte            | 221.261     | 100,0       | 221.261      | 100,0        |
| Wähler                     | Wähler                     | 177.923     | 80,4        | 177.923      | 80,4         |
| Ungültige Stimmen          | Ungültige Stimmen          | 2.453       | 1,4         | 2.549        | 1,4          |
| Gültige Stimmen            | Gültige Stimmen            | 175.470     | 100,0       | 175.374      | 100,0        |
| davon                      |                            |             |             |              |              |
| Michael Müller             | SPD                        | 71.004      | 40,5        | 64.754       | 36,9         |
| Wolfgang Schulhoff         | CDU                        | 77.059      | 43,9        | 65.722       | 37,5         |
| Burkhard Hirsch            | F.D.P.                     | 8.626       | 4,9         | 19.970       | 11,4         |
| Manfred Busch              | GRÜNE                      | 14.185      | 8,1         | 17.332       | 9,9          |
| Jürgen Krüger              | REP                        | 2.262       | 1,3         | 2.323        | 1,3          |
|                            | PDS                        | –           | –           | 2.500        | 1,4          |
| Birgit Vitt                | Solidarität                | 154         | 0,1         | 48           | 0,0          |
|                            | BSA                        | –           | –           | 6            | 0,0          |
|                            | CM                         | –           | –           | 60           | 0,0          |
|                            | ZENTRUM                    | –           | –           | 49           | 0,0          |
| Heike Thulmann             | DIE GRAUEN                 | 1.620       | 0,9         | 1.350        | 0,8          |
| Emanuel Schiffgens         | NATURGESETZ                | 422         | 0,2         | 203          | 0,1          |
| Frank Berger               | MLPD                       | 138         | 0,1         | 33           | 0,0          |
|                            | Die Tierschutzpartei       | –           | –           | 487          | 0,3          |
|                            | ÖDP                        | –           | –           | 128          | 0,1          |
|                            | PBC                        | –           | –           | 104          | 0,1          |
|                            | STATT Partei               | –           | –           | 305          | 0,2          |

### Bundestagswahl 1990
| Gegenstand der Nachweisung | Gegenstand der Nachweisung | Erststimmen | Erststimmen | Zweitstimmen | Zweitstimmen |
| Bewerber                   | Partei                     | Anzahl      | %           | Anzahl       | %            |
| -------------------------- | -------------------------- | ----------- | ----------- | ------------ | ------------ |
| Wahlberechtigte            | Wahlberechtigte            | 229.105     | 100,0       | 229.105      | 100,0        |
| Wähler                     | Wähler                     | 178.531     | 77,9        | 178.531      | 77,9         |
| Ungültige Stimmen          | Ungültige Stimmen          | 1.431       | 0,8         | 1.274        | 0,7          |
| Gültige Stimmen            | Gültige Stimmen            | 177.100     | 100,0       | 177.257      | 100,0        |
| davon                      |                            |             |             |              |              |
| Michael Müller             | SPD                        | 68.181      | 38,5        | 65.124       | 36,7         |
| Wolfgang Schulhoff         | CDU                        | 75.518      | 42,6        | 70.609       | 39,8         |
| Burkhard Hirsch            | F.D.P.                     | 17.380      | 9,8         | 25.450       | 14,4         |
| Tatjana Böhm               | GRÜNE                      | 10.174      | 5,7         | 9.921        | 5,6          |
|                            | CM                         | –           | –           | 118          | 0,1          |
| Lisa Gross                 | DIE GRAUEN                 | 2.759       | 1,6         | 2.058        | 1,2          |
| Jürgen Krüger              | REP                        | 2.338       | 1,3         | 2.268        | 1,3          |
|                            | FRAUEN                     | –           | –           | 173          | 0,1          |
| Eugen König                | NPD                        | 304         | 0,2         | 292          | 0,2          |
| Holger Vocke               | ÖDP                        | 328         | 0,2         | 244          | 0,1          |
|                            | PDS                        | –           | –           | 930          | 0,5          |
| Karl-Michael Vitt          | Patrioten                  | 47          | 0,0         | 33           | 0,0          |
|                            | VAA                        | –           | –           | 37           | 0,0          |
| Hartmut Ober               | Einzelbewerber             | 71          | 0,0         | –            | –            |

### Bundestagswahl 1949
|                   | Partei            | Anzahl  | %     |
| ----------------- | ----------------- | ------- | ----- |
| Wahlberechtigte   | Wahlberechtigte   | 171.292 | 100,0 |
| Wähler            | Wähler            | 124.929 | 72,9  |
| Ungültige Stimmen | Ungültige Stimmen | 2.289   | 1,8   |
| Gültige Stimmen   | Gültige Stimmen   | 122.640 | 100,0 |
| davon             |                   |         |       |
|                   | SPD               | 32.780  | 26,7  |
| Robert Lehr       | CDU               | 52.108  | 42,5  |
|                   | FDP               | 14.758  | 12,0  |
|                   | KPD               | 9.874   | 8,1   |
|                   | Parteilose        | 1.242   | 1,0   |
|                   | ZENTRUM           | 9.104   | 7,4   |
|                   | DKP-DRP           | 1.702   | 1,4   |
|                   | RSF               | 528     | 0,4   |
|                   | RWVP              | 544     | 0,4   |